# Alice Kent Stoddard
Alice Kent Stoddard, född 1883 i Watertown, Connecticut, död 1976, var en amerikansk målare (porträtt, landskap, havsmotiv). Många av hennes verk, särskilt porträtt, ingår i offentliga konstsamlingar, bland annat Woodmere Art Museum och porträttsamlingen vid University of Pennsylvania. Hon bodde och verkade på ön Monhegan Island i delstaten Maine, en ö som under andra hälften av 1800-talet gradvis utvecklats till en konstnärskoloni. Under andra världskriget arbetade Stoddard som krigsmålare och gjorde skisser till flygplan. 